# Onze-Lieve-Vrouw-Hemelvaartkerk (Ertvelde)

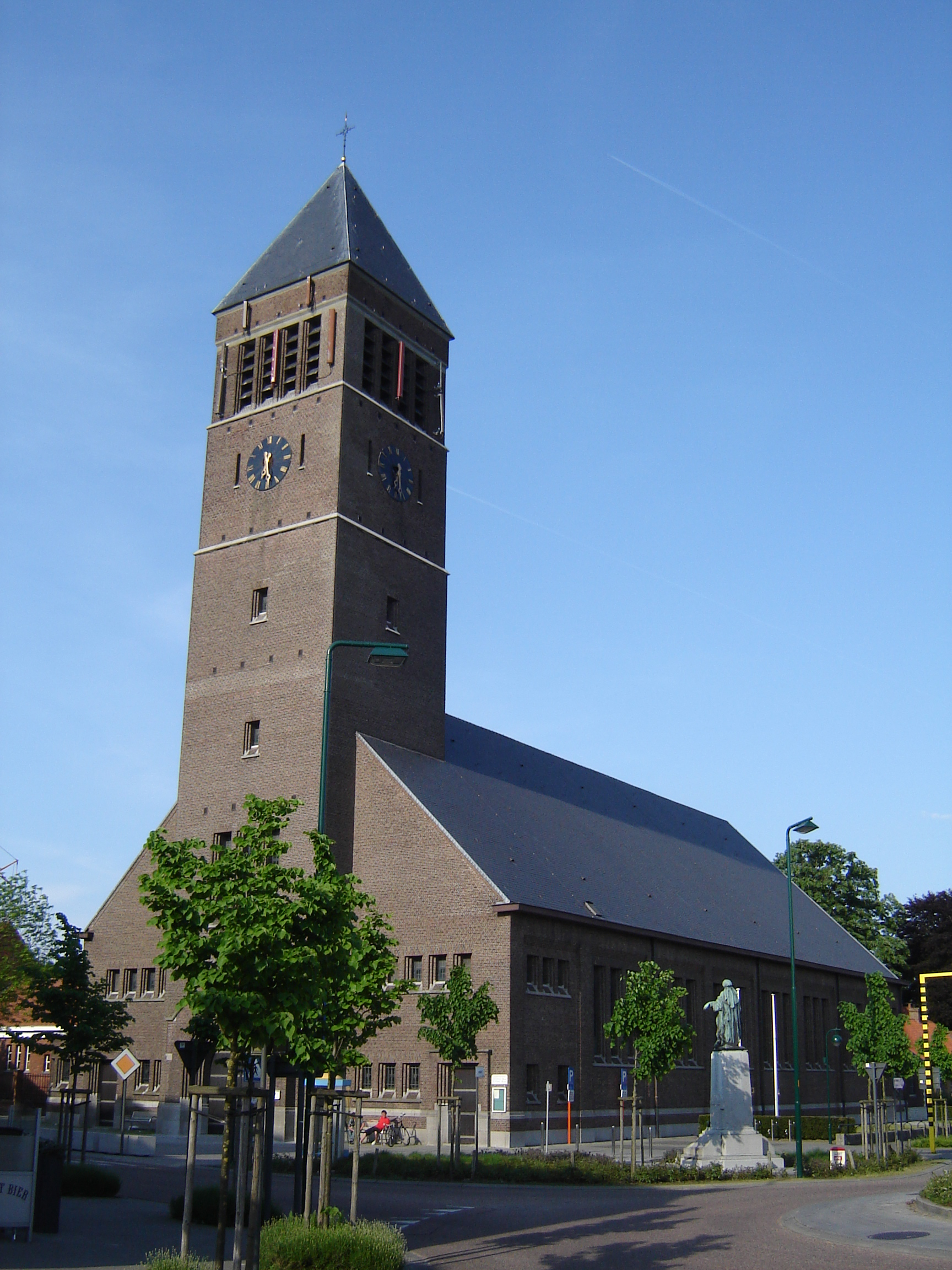
Onze-Lieve-Vrouw-Hemelvaartkerk

De Onze-Lieve-Vrouw-Hemelvaartkerk is de parochiekerk van de tot de Oost-Vlaamse gemeente Evergem behorende plaats Ertvelde, gelegen aan het Marktplein.

## Geschiedenis
In de 12e eeuw splitste de parochie van Ertvelde zich af van die van Assenede. In 1119 werd reeds een bedehuis te Ertvelde vermeld. In 1232 werd de parochie Kluizen afgesplitst van die van Ertvelde.
De eerste parochiekerk zou uit de 13e eeuw stammen. Het was een driebeukige kerk met vieringtoren. Deze brandde af in 1585. In de loop van de 17e eeuw werd de kerk hersteld. In 1851 werd hij vergroot naar ontwerp van Louis Minard. Omstreeks 1860 werd ook de westtoren herbouwd.
In 1940 werd de kerk opgeblazen en weliswaar provisorisch hersteld, maar in 1953 werden de muren boven 3 meter hoogte afgebroken, maar bleef het koor behouden. De kerk werd herbouwd naar ontwerp van Henri Vaerwyck-Suys en Raymond Vaerwyck.

## Gebouw
Het betreft een eenbeukige bakstenen kerk onder zadeldak met hoge, ingebouwde vlak opgaande westtoren op vierkante plattegrond en gedekt door een tentdak. Toren en schip zijn modern. Het driezijdig afgesloten koor is van de 15e of 16e eeuw en waarschijnlijk begin 17e eeuw hersteld.

## Interieur
Het kerkmeubilair dateerde voornamelijk uit de 2e helft van de 19e eeuw, maar werd in 2003 vernieuwd.

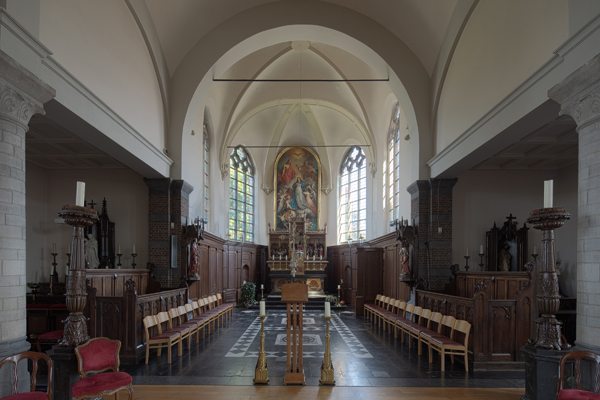
Interieur
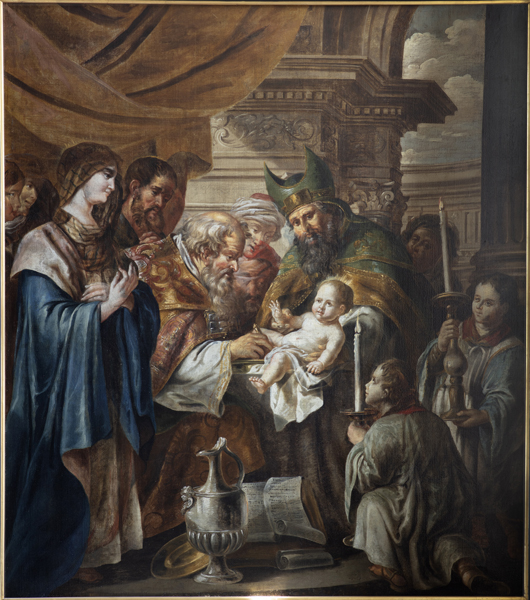
Besnijdenis van Jezus (17e eeuws)
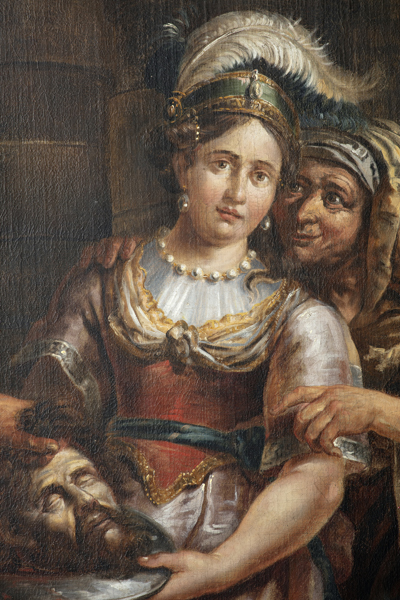
Salomé (detail) (17e eeuws)
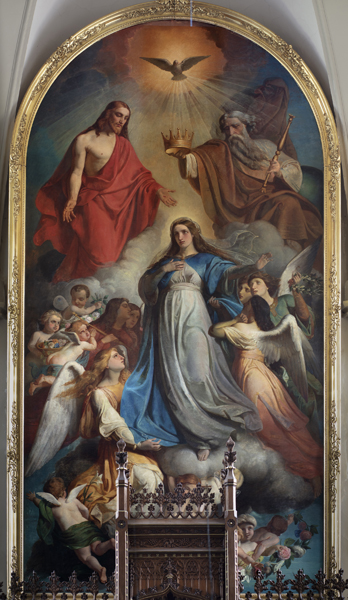
Kroning van Maria (door Louis Bonet)
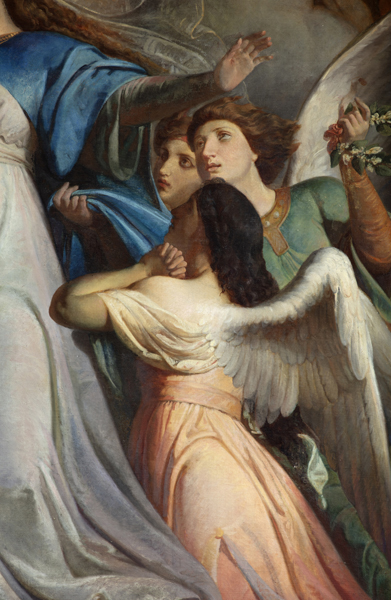
Kroning van Maria (detail)